# 해남군의 행정 구역
해남군의 행정 구역은 1읍 13면으로 구성되어 있다. 해남군의 면적은 987.64km2이며, 인구는 2011년 7월 30일을 기준으로 35,485세대, 78,838명이다.

## 행정 구역
| \| 읍면동 \| 한자 \| 세대 \| 인구 \| 면적 \| \| ------ \| ------ \| ------ \| ------ \| ------ \| \| 해남읍 \| 海南邑 \| 9,465 \| 24,927 \| 65.21 \| \| 삼산면 \| 三山面 \| 1,645 \| 3,481 \| 50.87 \| \| 화산면 \| 花山面 \| 1,941 \| 3,992 \| 57.10 \| \| 현산면 \| 縣山面 \| 1,806 \| 3,643 \| 90.35 \| \| 송지면 \| 松旨面 \| 3,327 \| 7,183 \| 80.45 \| \| 북평면 \| 北平面 \| 1,674 \| 3,402 \| 48.05 \| \| 북일면 \| 北日面 \| 1,191 \| 2,421 \| 41.37 \| \| 옥천면 \| 玉泉面 \| 1,732 \| 3,618 \| 61.07 \| \| 계곡면 \| 溪谷面 \| 1,349 \| 2,586 \| 78.08 \| \| 마산면 \| 馬山面 \| 1,510 \| 2,963 \| 80.20 \| \| 황산면 \| 黃山面 \| 2,909 \| 6,202 \| 103.19 \| \| 산이면 \| 山二面 \| 2,430 \| 5,141 \| 85.08 \| \| 문내면 \| 門內面 \| 2,311 \| 4,819 \| 56.59 \| \| 화원면 \| 花源面 \| 2,030 \| 4,460 \| 90.03 \| \| 해남군 \| 海南郡 \| 35,485 \| 78,838 \| 987.64 \| | 해남군 행정구역 |        |        |        |
| 읍면동 | 한자            | 세대   | 인구   | 면적   |
| 해남읍 | 海南邑          | 9,465  | 24,927 | 65.21  |
| 삼산면 | 三山面          | 1,645  | 3,481  | 50.87  |
| 화산면 | 花山面          | 1,941  | 3,992  | 57.10  |
| 현산면 | 縣山面          | 1,806  | 3,643  | 90.35  |
| 송지면 | 松旨面          | 3,327  | 7,183  | 80.45  |
| 북평면 | 北平面          | 1,674  | 3,402  | 48.05  |
| 북일면 | 北日面          | 1,191  | 2,421  | 41.37  |
| 옥천면 | 玉泉面          | 1,732  | 3,618  | 61.07  |
| 계곡면 | 溪谷面          | 1,349  | 2,586  | 78.08  |
| 마산면 | 馬山面          | 1,510  | 2,963  | 80.20  |
| 황산면 | 黃山面          | 2,909  | 6,202  | 103.19 |
| 산이면 | 山二面          | 2,430  | 5,141  | 85.08  |
| 문내면 | 門內面          | 2,311  | 4,819  | 56.59  |
| 화원면 | 花源面          | 2,030  | 4,460  | 90.03  |
| 해남군 | 海南郡          | 35,485 | 78,838 | 987.64 |

## 법정리
| 읍·면  | 법정동·리 |
| ------ | --- |
| 해남읍 | 해리(海里), 평동리(坪洞里), 읍내리(邑內里), 고도리(古道里), 남외리(南外里), 성내리(城內里), 수성리(壽星里), 신안리(新安里), 연동리(蓮洞里), 안동리(安洞里), 백야리(白也里), 내사리(內四里), 남동리(南洞里), 남천리(南川里), 용정리(龍井里), 구교리(舊校里), 복평리(洑平里) |
| 삼산면 | 신흥리(新興里), 창리(昌里), 송정리(松汀里), 봉학리(鳳壑里), 원진리(院津里), 충리(忠里), 구림리(九林里), 평활리(平活里), 상가리(上駕里) |
| 화산면 | 해창리(海倉里), 금풍리(金豊里), 연곡리(蓮谷里), 율동리(栗洞里), 가좌리(可座里), 관동리(關東里), 월호리(月湖里), 연정리(燕井里), 방축리(方丑里), 부길리(富吉里), 송산리(松山里), 석호리(石湖里), 안호리(安湖里), 평호리(平湖里), 삼마리(三馬里)                             |
| 현산면 | 만안리(萬安里), 구시리(九市里), 고현리(古縣里), 덕흥리(德興里), 일평리(日坪里), 읍호리(揖湖里), 백포리(白浦里), 초호리(草湖里), 황산리(黃山里), 구산리(九山里), 조산리(造山里), 월송리(月松里)                                                                             |
| 송지면 | 금강리(今江里), 군곡리(郡谷里), 가차리(加次里), 학가리(鶴加里), 우근리(右近里), 미야리(美也里), 산정리(山亭里), 어란리(於蘭里), 소죽리(小竹里), 송호리(松湖里), 통호리(桶湖里), 마봉리(馬峰里), 해원리(海元里), 서정리(西亭里)                                             |
| 북평면 | 남창리(南倉里), 이진리(梨津里), 서홍리(西洪里), 평암리(平岩里), 영전리(永田里), 오산리(烏山里), 동해리(東海里), 와룡리(臥龍里) |
| 북일면 | 만수리(萬樹里), 금당리(金塘里), 신월리(新月里), 흥촌리(興村里), 운전리(雲田里), 용일리(龍日里), 방산리(方山里), 내동리(內洞里) |
| 옥천면 | 영춘리(永春里), 영신리(永新里), 신계리(新溪里), 신죽리(新竹里), 팔산리(八山里), 월평리(月坪里), 용산리(龍山里), 성산리(星山里), 흑천리(黑泉里), 청신리(淸新里), 대산리(大山里), 백호리(白虎里), 송산리(松山里), 용동리(龍洞里)                                             |
| 계곡면 | 성진리(星津里), 법곡리(法谷里), 강절리(康節里), 당산리(堂山里), 장소리(將所里), 선진리(船津里), 반계리(磻溪里), 방춘리(芳春里), 덕정리(德鼎里), 여수리(呂水里), 사정리(士丁里), 가학리(駕鶴里), 잠두리(蠶頭里), 신평리(新坪里), 황죽리(篁竹里)                             |
| 마산면 | 화내리(禾內里), 장촌리(長村里), 맹진리(孟津里), 송석리(松石里), 외호리(外湖里), 산막리(山幕里), 노하리(路下里), 연구리(燕邱里), 학의리(鶴儀里), 용전리(龍田里), 상등리(上嶝里)                                                                                             |
| 황산면 | 일신리(日新里), 원호리(院湖里), 연호리(燕湖里), 송호리(松湖里), 우항리(右項里), 호동리(虎洞里), 한자리(閑子里), 남리리(南利里), 연당리(蓮塘里), 외입리(外笠里), 부곡리(富谷里), 관춘리(冠春里), 옥동리(玉洞里)                                                             |
| 산이면 | 노송리(老松里), 금송리(琴松里), 덕호리(德湖里), 예정리(禮丁里), 송천리(松川里), 초송리(草松里), 진산리(珍山里), 대진리(大津里), 덕송리(德松里), 구성리(九星里), 상공리(相公里), 부동리(富洞里), 금호리(錦湖里)                                                             |
| 문내면 | 용암리(龍岩里), 석교리(石橋里), 동외리(東外里), 선두리(先頭里), 학동리(鶴洞里), 서상리(西上里), 예락리(曳落里), 난대리(蘭大里), 충평리(忠坪里), 무고리(武古里), 고당리(古棠里), 고평리(古坪里)                                                                             |
| 화원면 | 청용리(靑龍里), 금평리(錦坪里), 신덕리(新德里), 영호리(靈湖里), 마산리(馬山里), 구림리(鳩林里), 월호리(月湖里), 매월리(梅月里), 후산리(厚山里), 인지리(仁智里), 주광리(周光里), 화봉리(花峰里), 산호리(山湖里), 장춘리(長春里), 성산리(星山里), 치하리(峙下里)             |

## 역사
현재의 해남지방은 백제이래 고려 시대까지의 분립된 행정체계(고해남현, 죽산현, 황원군)을 청산하고 하나의 영역으로 묶여지는 것은 조선조에 이르러서였다.
본래 해남지역은 본래 백제의 새금현으로 신라때 침명(혹은 투빈)으로 고쳐 양무군의 영현이 되었다. 고려때 지금의 이름 해남으로 고쳐 영암에 속하였고, 조선조에 들어와 태종 9년(1409) 진도현과 합해 해진현이 되었다. 태종 12년(1412) 읍의 치소를 영암땅 옥산에 옮겼고 세종 19년(1437)에 해남과 진도를 다시 분리시켜 해남현으로 삼고 현감을 두었다.
조선후기의 해남지역 면리체계는 임란 이후에 마련된 것으로 여지도서(1759년)와 호구총수(1789)에는 현일면, 녹산면, 현산면, 산일면, 산이면, 화일면, 화이면, 은소면, 황일면, 마포면, 청계면, 북곡면, 장동면, 장서면의 16개 면으로 나타나고, 고종대의 읍지(1871)에는 12개 면으로 기록되어 있다.
고종 32년(1895)의 전국적인 행정개편과 함께 해남군으로 승격되면서 현일면과 현이면을 각각 군일면과 군이면으로, 황일면을 황원면으로, 황이면을 문내면으로 고쳤고, 다음 해에는 도서지방을 완도군으로 이관하였다.
- 1895년 6월 23일(음력 윤5월 1일) 나주부 해남군으로 개편하였다.
- 1896년 8월 4일 전라남도 해남군으로 개편하였다.
- 1906년 (월경지 정리령) 진도군 삼촌면, 영암군 옥천시면, 옥천종면, 북평시면, 북평종면, 송지시면, 송지종면을 편입하였다.
- 1914년 4월 1일 (군면 통폐합) 완도·강진·영암 등 해남과 인접한 지역을 병합 총 13개 면으로 하였다.[4]

| 조선총독부령 제111호                                       |             |
| 구 행정구역                                                | 신 행정구역 |
| 해남군 군일면(郡一面), 군이면(郡二面)                      | 해남면 일원 |
| 해남군 삼촌면(三村面), 녹산면(鹿山面)                      | 삼산면 일원 |
| 해남군 화일면(花一面), 화이면(花二面)                      | 화산면 일원 |
| 해남군 은소면(銀所面) 일부, 현산면                         | 현산면 일원 |
| 해남군 은소면 일부, 송지시면(松旨始面), 송지종면(松旨終面) | 송지면 일원 |
| 해남군 북평시면(北平始面), 북평종면(北平終面)              | 북평면 일원 |
| 강진군 백도면 일부                                         | 북평면 일원 |
| 해남군 옥천시면(玉泉始面), 옥천종면(玉泉終面)              | 옥천면 일원 |
| 해남군 청계면(淸溪面), 비곡면(比谷面)                      | 계곡면 일원 |
| 영암군 곤이시면 일부                                       | 계곡면 일원 |
| 해남군 황원면(黃原面), 산일면(山一面) 일부                 | 황산면 일원 |
| 해남군 마포면(馬浦面), 산일면 일부                         | 마산면 일원 |
| 해남군 장동면(場東面), 장서면(場西面), 관저면(管底面)      | 화원면 일원 |
| 조선총독부령 제111호 |             | |             |
| 구 행정구역 | 신 행정구역 | 신 행정구역 | 신 행정구역 |
| 해남군 군일면(郡一面) 안국리 일부/고도리 일부, 사포리/관동리/구교리/서외리 일부, 내죽리/연동리/조막리/남송리/고도리 일부, 서외리 일부/남외리 일부/(군이면) 용정리 일부, 성내리, 천변리 일부/고도리 일부, 남외리 일부, 남외리 일부/천변리 일부, 신교리 일부/동외리 일부, 신화리/해리 일부/안국리 일부/고도리 일부, 동외리 일부/해리 일부/신교리 일부/천변리 일부 | 해남면      | 고도리, 구교리, 남연리, 남외리, 대정(大町), 대정정(大正町), 대화정(大和町), 본정(本町), 수정(壽町), 신안리, 해리 |             |
| 해남군 군이면(郡二面) 남천리/부흥리 일부/백야리 일부/온인리 일부, 장활리/기동리/세정리/신리/부호도, 조천리/백야리 일부/구리 일부/안부흥리 일부/온인리 일부, 안동리 일부, 송용리/용정리 일부 | 해남면      | 남천리, 내사리, 백야리, 안동리, 용정리                                                                           |             |
| 해남군 화일면(花一面) 석전리/마명리/방축리/갑길리 일부, 부곡리/칠암리/봉황리 일부/갑길리 일부, 장명리/대인리/흑석리/대지리/주천리 일부, 과목리/삼치리/주천리 일부/봉황리 일부/갑길리 일부, 중정리/안정리, 평발리/사포리/송평리/수동리 | 화산면      | 방축리, 부길리, 석호리, 송산리, 안호리, 평호리                                                                   |             |
| 해남군 화이면(花二面) 지동리/가좌리/입암리/무학리 일부/율동리 일부/관동리 일부, 성조리/관동리 일부/무학리 일부, 명금리/신풍리 일부, 연곡리/봉저리 일부/용덕리 일부, 석정리/연화리 일부/봉저리 일부/신풍리 일부/월호리 일부, 율동리 일부/용덕리 일부, 재동리/선창리/봉저리 일부/월호리 일부/연화리 일부, 해창리 | 화산면      | 가좌리, 관동리, 금풍리, 연곡리, 연정리, 율동리, 월호리, 해창리                                                   |             |
| 완도군 보길면(甫吉面) 삼마도리 | 화산면      | 삼마리 |             |
| 해남군 삼촌면(三村面) | 삼산면      | 봉학리, 송정리, 신흥리, 원진리, 창리                                                                             |             |
| 해남군 녹산면(鹿山面) | 삼산면      | 구림리, 상가리, 충리, 평활리                                                                                     |             |
| 해남군 현산면(縣山面) 연평리/학의리/사정리/고현리 일부/홍도리 일부/하마리 일부, 선적리/금진리/원천리/중촌리/영흥리/오십리/장구리/구시리/고현리 일부, 대정리/봉림리/덕흥리, 만안리/신흥리, 두모리/장등리/백포리 일부, 향교리/수정리/월송리/송촌리/장등리/증산리, 고계리/백포리 일부/읍호리 일부, 안평리/일평리/공북리/천변리/사촌리/당구리/장춘리/홍도리 일부/하마리 일부 | 현산면      | 고현리, 구시리, 덕흥리, 만안리, 백포리, 월송리, 읍호리, 일평리                                                   |             |
| 해남군 은소면(銀所面) 신덕리/안덕리/구산리/장등리/방두리/금제리, 수점리/신풍리/조산리, 신기리/신방리/초호리/초평리/읍호리 일부, 원진리/용암리/황산리/분토리/학동리/(현산면) 봉동리, 마원리/미야리 일부/미학리 일부, 상석리/석수리/장수리/미학리 일부/미야리 일부/(송지종면) 산정리, 운곡리/동산리/장춘리/서정리 일부/(송지종면) 우분리/등리/치소리, 도가리/미야리 일부/미학리 일부/(송지종면) 내장리 일부, 신평리/미야리 일부/도가리 일부, 신기리/해원리/서정리 일부/미야리 일부/(송지종면) 호암리/개현리/(보길면) 삼마리 일부       | 현산면      | 구산리, 조산리, 초호리, 황산리                                                                                   |             |
| 해남군 은소면(銀所面) 신덕리/안덕리/구산리/장등리/방두리/금제리, 수점리/신풍리/조산리, 신기리/신방리/초호리/초평리/읍호리 일부, 원진리/용암리/황산리/분토리/학동리/(현산면) 봉동리, 마원리/미야리 일부/미학리 일부, 상석리/석수리/장수리/미학리 일부/미야리 일부/(송지종면) 산정리, 운곡리/동산리/장춘리/서정리 일부/(송지종면) 우분리/등리/치소리, 도가리/미야리 일부/미학리 일부/(송지종면) 내장리 일부, 신평리/미야리 일부/도가리 일부, 신기리/해원리/서정리 일부/미야리 일부/(송지종면) 호암리/개현리/(보길면) 삼마리 일부       | 송지면      | 미야리, 산정리, 서정리, 우근리, 학가리, 해원리                                                                   |             |
| 해남군 송지시면(松旨始面) 가차리/화내리/송암리/(은소면) 항리, 군곡리/신정리/안곡리/(은소면) 방처리/(완도군 보길면) 삼마리 일부, 신동리/금강리/월강리/만수리, 증산리/장등리/송촌리/월송리/향교리/수정리 | 송지면      | 가차리, 군곡리, 금강리, 월송리                                                                                   |             |
| 해남군 송지종면(松旨終面) 만흥리/마봉리/월곡리/장척리/신흥리, 월현리/대죽리/소죽리, 송종리/중리/송호리/신풍리/갈두리/내동리, 동현리/어란리/외장리/내장리 일부, 사구미리/통호리 | 송지면      | 마봉리, 소죽리, 송호리, 어란리, 통호리                                                                           |             |
| 해남군 옥천시면(玉泉始面) 성산리/부춘리/백죽리/용안리/만년리 일부, 내동리/신계리/죽리/용계리/영해리/신동리 일부/오거리 일부, 한천리/가곡리/신흥리/신죽리 일부/오거리 일부, 영신리/영안리, 송운리/호산리/만석리/영춘리/학하리 일부, 문촌리/구암리/야곡리/용정리/용산리 일부/만년리 일부, 강성리/차산리/월평리/기평리/해석리/팔산리 일부/덕산리 일부, 화당리/죽촌리/방촌리/신화리/신동리 일부/팔산리 일부/신죽리 일부 | 옥천면      | 성산리, 신계리, 신죽리, 영신리, 영춘리, 용산리, 월평리, 팔산리                                                   |             |
| 해남군 옥천종면(玉泉終面) 대산리 일부/동리 일부, 백호리/하성리/용흥리/청룡리/화촌리 일부/남촌리 일부, 봉황리/대산리 일부/동리 일부, 송산리/마고리/재촌리 일부/남촌리 일부/(옥천시면) 학하리 일부, 도림리/이목리/용동리/자경리, 청신리/탑동리/흑천리 일부/동리 일부, 억수리/학동리/흑천리 일부 | 옥천면      | 대산리, 백호리, 봉황리, 송산리, 용동리, 청신리, 흑천리                                                           |             |
| 해남군 청계면(淸溪面) 장재리/가학리 일부/용지리 일부/신촌리 일부/월하리 일부, 둔주리/덕정리/반계리 일부/반송리 일부, 신악리/반계리 일부/대운리 일부/방춘리 일부/(비곡면) 성진리 일부/(마포면) 대월리 일부, 반계리 일부/방춘리 일부/대운리 일부/여수리 일부/마고리 일부/용계리 일부, 사정리/용지리 일부/장재리 일부/신촌리 일부/가학리 일부, 산정리/여수리 일부/마고리 일부/용계리 일부/반송리 일부, 만년리/잠두리/월하리 일부 | 계곡면      | 가학리, 덕정리, 반계리, 방춘리, 사정리, 여수리, 잠두리                                                           |             |
| 해남군 비곡면(比谷面) 강절리/사촌리, 태인리/신동리/신흥리/동백리/당산리/모동리 일부, 장산리/법곡리/용호리/월신리, 무이리/오류리/성진리 일부, 신평리/해월리/해정리/소은리/황죽리 일부, 해주리/장소리/모동리 일부, 황죽리 일부 | 계곡면      | 강절리, 당산리, 법곡리, 성진리, 신평리, 장소리, 황죽리                                                           |             |
| 영암군 곤이시면(昆二始面) 원진리 일부/신주산리 일부/선산리 일부 | 계곡면      | 선진리 |             |
| 해남군 북평시면(北平始面) 동홍리/홍해리 일부/대청리 일부, 만흥리 일부/신촌리 일부/(강진군 백도면) 월성리 일부, 대청리/(백도면) 항리 일부, 용운리/(백도면) 월성리 일부/좌일리 일부, 운곡리/수동리/장전리/장등리, 신풍리/만흥리 일부/신촌리 일부/(백도면) 남촌리/백유리 일부/월성리 일부 | 북평면      | 동해리, 신월리, 와룡리, 용일리, 운전리, 흥촌리                                                                   |             |
| 해남군 북평종면(北平終面) 남창리/이진리 일부, 신홍리/평등리/서진리 일부/묵동리 일부, 활구미리/서호리/전옹리 일부/안평리 일부, 금오리/가막리/(북평시면) 홍해리 일부/대청리 일부, 서진리 일부/이진리 일부, 암정리/금부리/묵동리 일부/안평리 일부/전옹리 일부 | 북평면      | 남창리, 서홍리, 영전리, 오산리, 이진리, 평암리                                                                   |             |
| 강진군 백도면(白道面) 금당리 일부, 내봉리/동리/중산리 일부/좌일리 일부, 만수리/금당리 일부/항리 일부, 방축리/중산리 일부/좌일리 일부 | 북평면      | 금당리, 내동리, 만수리, 방산리                                                                                   |             |
| 해남군 황원면(黃原面) 내외리/신성리/관춘리/평덕리, 남리리/시등리 일부/신등리 일부, 소정리/춘정리/부곡리/홍동리/외입리 일부, 덕암리/연당리 일부, 삼호리/옥동리, 초월리/외입리 일부/연당리 일부, 삼성리/백동리/신기리 일부/시등리 일부/(산일면) 우항리 일부 | 황산면      | 관춘리, 남리리, 부곡리, 연당리, 옥동리, 외입리, 우항리                                                           |             |
| 해남군 산일면(山一面) 만년리/병온리/송호리/교동리 일부, 서연리/동연리/연자리/원호리 일부, 금곡리/일신리/성산리, 염소리/원호리 일부/교동리 일부, 산소리/신정리/한자리/호동리 일부/신흥리 일부/징의도, 한아리/호동리 일부/우두리 일부/신흥리 일부, 길호리/복평리, 고교리/신촌리/상등리/용전리 일부/(마포면) 신룡리 일부, 용반리/고암리/신기리/용소리 일부/용전리 일부/(마포면) 신흥리 일부, 오호리/망미리/학의리/금자리/용소리 일부 | 황산면      | 송호리, 연호리, 일신리, 원호리, 한자리, 호동리                                                                   |             |
| 해남군 산일면(山一面) 만년리/병온리/송호리/교동리 일부, 서연리/동연리/연자리/원호리 일부, 금곡리/일신리/성산리, 염소리/원호리 일부/교동리 일부, 산소리/신정리/한자리/호동리 일부/신흥리 일부/징의도, 한아리/호동리 일부/우두리 일부/신흥리 일부, 길호리/복평리, 고교리/신촌리/상등리/용전리 일부/(마포면) 신룡리 일부, 용반리/고암리/신기리/용소리 일부/용전리 일부/(마포면) 신흥리 일부, 오호리/망미리/학의리/금자리/용소리 일부 | 마산면      | 복평리, 상등리, 용전리, 학의리                                                                                   |             |
| 해남군 마포면(馬浦面) 원항리/노하리 일부/추당리 일부/덕인리 일부, 맹진리/대월리 일부/평촌리 일부/송석리 일부/북창리 일부, 유목리/산막리/지동리 일부, 원덕리/월곡리/오산리/송석리 일부/평촌리 일부/(산일면) 신덕리, 당두리/연구리/덕인리 일부/추당리 일부/지동리 일부, 외호리/당거리/북창리 일부/봉서리 일부, 남계리/장재리 일부, 양지리/낙동리/화내리/안정리/봉서리 일부/장재리 일부/노하리 일부 | 마산면      | 노하리, 맹진리, 산막리, 송석리, 연구리, 외호리, 장촌리, 화내리                                                   |             |
| 해남군 문내면(門內面) 고전리/고당리 일부/(장서면) 방하리 일부, 고평리/고대리 일부, 동리 일부/난대리 일부, 동내리/동외리/난대리 일부/남외리 일부, 외암리/증도리 일부/난대리 일부/무고리 일부/충평리 일부, 서상리/서하리/서외리 일부/남상리 일부/동리 일부, 일정리/신창리/삼덕리/석교리 일부/사교리 일부/충평리 일부, 남하리/선두리/남상리 일부/남외리 일부/학동리 일부, 예송리/서외리 일부/동리 일부, 원동리/원문리/용암리/석교리 일부/사교리 일부, 갈우리/무고리 일부/신평리 일부/충평리 일부, 보동리/삼정리/학동리 일부/안동리 일부 | 문내면      | 고당리, 고평리, 난대리, 동외리, 무고리, 서상리, 석교리, 선두리, 예락리, 용암리, 충평리, 학동리                   |             |
| 해남군 산이면(山二面) 구성리, 금동리 일부/반송리 일부/업자리 일부/방축리 일부/덕호리 일부, 금호리, 석연리/노송리/구교리/금동리 일부/업자리 일부, 신농리/원항리 일부/대진리 일부, 덕곡리/덕송리/황호리/대진리 일부, 학림리/백동리/백천리/옹암리/반송리 일부/부흥리 일부/덕호리 일부/방축리 일부/해당리 일부/예정리 일부, 흑두리/상동리/부동리, 당후리/상공리/양지리/원항리 일부, 송천리 일부/해당리 일부/부흥리 일부, 예정리 일부, 진산리/내송리 일부/대진리 일부, 초두리/외송리/두목리/예정리 일부/송천리 일부/내송리 일부           | 산이면      | 구성리, 금송리, 금호리, 노송리, 대진리, 덕송리, 덕호리, 부동리, 상공리, 송천리, 예정리, 진산리, 초송리           |             |
| 해남군 장동면(場東面) 구림리/억수리 일부, 마천리/월산리, 매계리/부동리/월내리/양화리, 별암리/장재리/저상리/점하리/(관저면) 상리 일부/구지리, 화동리/월하리/당호리/억수리 일부, 후상리/온득리/가마리/후하리/질마리 | 화원면      | 구림리, 마산리, 매월리, 영호리, 월호리, 후산리                                                                   |             |
| 해남군 장서면(場西面) 잉박리/산수리/온수리/석호리, 척북리/가납리/(문내면) 고대리 일부, 장수리/예의리/인지리, 이목리/장평리/포초리/방하리 일부/(문내면) 신평리 일부/고당리 일부/무고리 일부, 월산리/외주광리/내주광리, 역양리/초동리/화봉리 | 화원면      | 산호리, 성산리, 인지리, 장춘리, 주광리, 화봉리                                                                   |             |
| 해남군 관저면(管底面) 사동리/평리/하리 일부, 신평리/하리 일부/(장서면) 사동리, 중리/하리 일부/상리 일부 | 화원면      | 금평리, 신덕리, 청룡리                                                                                           |             |
- 1915년 영암군 곤이시면 신주, 원진, 선산 3개리(→선진리)를 계곡면으로 편입하였다.
- 1917년 완도군 군외면 어불도를 송지면으로 편입하였다.
- 1955년 7월 1일 해남면을 해남읍으로 승격하였다.[5] (1읍 12면)
- 1973년 7월 1일 송지면 월송리를 현산면에, 마산면 복평리를 해남읍에 편입하였다.[6]
- 1983년 2월 15일 북평면에서 북일면이 분면되었다. 또 마산면 맹진리 일부를 계곡면 덕정리에 편입하였다.[7] (1읍 13면)
- 1990년 8월 1일 옥천면 봉황리를 강진군 도암면으로 이관하였다.[8]